# Sinha
Antonio Naelson Matias (Ipanguaçu, Río Grande del Norte, Brasil, 23 de mayo de 1976), conocido deportivamente como Sinha o Zinha, es un exfutbolista mexicano nacido en Brasil que jugaba como mediapunta. Su último club fue Deportivo Toluca Fútbol Club de la Primera División de México, donde actualmente funge como Director de Fútbol, bajo el director Deportivo de la organización. Fue internacional con la selección mexicana donde disputó la Copa Confederaciones 2005 y el Mundial 2006 realizados en Alemania.

## Trayectoria como jugador
Sinha llegó en 1998 a México, cuando se incorporó al Club de Fútbol Monterrey. En 1999 se mudó a Toluca de Lerdo. Sinha es ampliamente conocido por sus habilidades de regate, su pase preciso y su inteligencia en el campo, así como por su liderazgo y tiro de larga distancia.
El 12 de febrero de 2017, logró 600 partidos oficiales (incluidos partidos de copa) con el Toluca. Esto coincidió con el aniversario de 100 años del club.
El 30 de abril de 2017, recibió una breve ceremonia en el Estadio Nemesio Díez durante el último partido de temporada regular en casa de los diablos rojos.

## Selección nacional
| Club               | País   | PJ | Goles | Periodo     |
| ------------------ | ------ | -- | ----- | ----------- |
| Selección mexicana | México | 59 | 6     | 2004 - 2013 |

Formó parte de la selección mexicana de fútbol olímpico de 2004, que salió en la primera ronda, habiendo terminado tercero en el grupo A, por debajo de los ganadores de grupo Malí y Corea del Sur.
También ha sido convocado para con la absoluta de México, aunque es un jugador nacido en Brasil, se nacionalizó mexicano, luego de radicarse en México por varios años. Durante la Copa Mundial de Fútbol de 2006 en Alemania, Sinha se convirtió en el primer jugador nacido en el extranjero en marcar un gol para México en un torneo de la Copa del Mundo, anotando contra Irán. Fue llamado a jugar nuevamente por México, convirtiéndose así en el primer naturalizado en ser convocado por Hugo Sánchez.
En 2005, jugó en la Copa Confederaciones anotando un gol contra Japón que ayudó a México a ganar el partido. México terminó en cuarto lugar en el torneo. También fue convocado por la selección nacional para jugar la Copa Oro.
Durante la Copa de Oro de la Concacaf 2011, Sinha y otros cuatro miembros de la selección nacional de México dieron positivo por la sustancia prohibida clenbuterol y fueron eliminados del equipo del torneo. Sin embargo, todos los jugadores fueron exonerados ya que la FIFA determinó que el acusado había ingerido accidentalmente la sustancia prohibida a través de carne contaminada que se había servido durante un campo de entrenamiento previo al torneo.
Sin embargo, la Agencia Mundial Antidopaje apeló al Tribunal de Arbitraje Deportivo para solicitar una prohibición. Pero el 12 de octubre de 2011, la AMA retiró esta solicitud después de que el expediente completo estuviera disponible para ellos.
Su último partido competitivo llegaría en un momento difícil para la selección de México, ya que apenas se clasificó para el desempate de la Copa del Mundo contra Nueva Zelanda. Miguel Herrera consideró necesario convocar solo a jugadores de la Liga MX, por lo que incluyó al veterano Sinha en su lista. Sinha se sustituiría durante los dos partidos de los play-offs cuando México avanzó con éxito a la Copa Mundial de Fútbol de 2014.
Es el jugador naturalizado que más partidos tiene con «El Tri» –por encima de Guillermo Franco, segundo naturalizado que más encuentros tiene con el conjunto nacional.

### Participaciones en Copas del Mundo
| Mundial                        | Sede     | Resultado        |
| ------------------------------ | -------- | ---------------- |
| Copa Mundial de Fútbol de 2006 | Alemania | Octavos de final |

### Participaciones en Copa FIFA Confederaciones
| Copa                           | Sede     | Resultado    |
| ------------------------------ | -------- | ------------ |
| Copa FIFA Confederaciones 2005 | Alemania | Cuarto lugar |

### Participaciones en Copa de Oro de la CONCACAF
| Copa             | Sede           | Resultado        |
| ---------------- | -------------- | ---------------- |
| Copa de Oro 2005 | Estados Unidos | Cuartos de final |

### Participaciones en Juegos Olímpicos
| Torneo                | Sede   | Resultado    |
| --------------------- | ------ | ------------ |
| Juegos Olímpicos 2004 | Atenas | Primera fase |

## Clubes

### Como jugador
| Club             | País          | Año           | Partidos | Goles | Media |
| ---------------- | ------------- | ------------- | -------- | ----- | ----- |
| América de Natal | Brasil        | 1995-97       | 0        | 0     | 0     |
| Saltillo F. C.   | México        | 1998-99       | 35       | 1     | 0.03  |
| C. F. Monterrey  | México        | 1999          | 29       | 7     | 0.24  |
| D. Toluca F. C.  | México        | 1999-2014     | 584      | 75    | 0.13  |
| Querétaro F. C.  | México        | 2014-16       | 30       | 1     | 0.24  |
| D. Toluca F. C.  | México        | 2016-17       | 25       | 4     | 0.15  |
| Total carrera    | Total carrera | Total carrera | 678      | 88    | 0.14  |

### Como Director Deportivo
| Club   | País   | Año       |
| ------ | ------ | --------- |
| Toluca | México | 2019-act. |

## Palmarés

### Campeonatos nacionales
| Título                     | Club   | País   | Año  |
| -------------------------- | ------ | ------ | ---- |
| Primera División de México | Toluca | México | 2000 |
| Primera División de México | Toluca | México | 2002 |
| Campeón de Campeones       | Toluca | México | 2003 |
| Primera División de México | Toluca | México | 2005 |
| Campeón de Campeones       | Toluca | México | 2006 |
| Primera División de México | Toluca | México | 2008 |
| Primera División de México | Toluca | México | 2010 |

### Campeonatos internacionales
| Título                           | Club   | País   | Año  |
| -------------------------------- | ------ | ------ | ---- |
| Copa de Campeones de la Concacaf | Toluca | México | 2003 |

### Distinciones individuales
| Distinción                                                     | Año  |
| -------------------------------------------------------------- | ---- |
| Mejor Jugador de la Primera División de México                 | 2008 |
| Mejor Centrocampista Ofensivo de la Primera División de México | 2008 |
| Mejor Jugador de la Primera División de México                 | 2010 |
| Mejor Centrocampista Ofensivo de la Primera División de México | 2010 |
| Mejor Gol de la Historia de la Copa FIFA Confederaciones       | 2005 |